# アメリカ国防情報局
アメリカ国防情報局（アメリカこくぼうじょうほうきょく、英語: Defense Intelligence Agency, 略称：DIA）は、アメリカ国防総省の情報機関。アメリカ合衆国政府のインテリジェンス・コミュニティーの一角を占める。
1961年に軍事情報を専門に収集、調整する機関としてロバート・マクナマラ国防長官が設置した。DIA長官（Director of the Defense Intelligence Agency）は、国防総省の意思決定に参加し、統合参謀本部の偵察作戦支援を担当する幕僚（J-2）でもある。また、駐在武官の調整も行っている。
任務の性質上予算や人員は公表されていないが、推定人員16,500人のうち文官65%、武官35%で構成されていると言われる。

## 組織
- 国防情報局長官
- 国防情報局副長官
- 参謀長
  - 法律顧問
  - 監察総監
  - 主席財務執行官
  - 調達官
  - 雇用機会均等室
  - 運用室
  - 武官情報管理室
  - 国際協力室
  - 議会・広報室
  - 総務部
  - 人的情報部：HUMINT担当
  - 測定情報・技術収集部：MASINT担当
  - 統合参謀情報部：統合参謀本部の情報部(J-2)と一体として運用される
  - 分析部
  - 人材部
  - 情報管理部：部長は国防情報局情報官（CIO）を兼任
  - 統合軍事情報大学